# جناح (فیلم)
جناح (انگلیسی: Jinnah) فیلمی در ژانر زندگینامه‌ای است که در سال ۱۹۹۸ منتشر شد. از بازیگران آن می‌توان به کریستوفر لی، شاشی کاپور، جیمز فاکس و ماریا آیتکن اشاره کرد.

## خلاصه فیلم
فیلم داستان زندگی «محمد علی جناح» (با بازی کریستوفر لی)، بنیانگذار پاکستان امروزی را روایت می‌کند…